# 相応
相応（そうおう）とは、つり合っていること即ち相応しい（ふさわしい）ことである。ここでは仏教用語の相応について解説する。

## 仏教用語における相応
仏教用語において相応は色心諸法が一定の条件によって和合して離れない関係にある事、すなわち法同士が相かない、和合して互いに離れないことをさす。特に心と心所すなわち心の作用の関係をさしていうことが多いが、他にも密教における三密（身、口、意）が互いに結び合うことや境と智の結び合うこと、心を集中統一させることにより理と和合することもさす。